# Onfacita
La onfacita es un mineral de la clase de los inosilicatos, y dentro de esta pertenece al llamado “grupo del piroxeno”. Fue descubierta en 1815 en el complejo metamórfico de Münchberg de Franconia, en el estado de Baviera (Alemania), siendo nombrada así del griego "uva verde", en alusión a su color. Sinónimos poco usados son: diopsidjadeita, mayaíta o tuxtlita.

## Características químicas
Es un inosilicato de varios metales: calcio, sodio, magnesio, hierro y aluminio. Pertenece al grupo del piroxeno de inosilicatos de cadena sencilla, y dentro de este al subgrupo del clinopiroxeno donde están los piroxenos monoclínicos.
En realidad es el término intermedio de una serie de solución sólida que sigue siendo considerado como mineral aceptado por razones prácticas, teniendo un 25%-75% de jadeíta (NaAlSi2O6), 25%-75% de augita ((Ca,Mg,Fe)2(Si,Al)2O6) y 0%-25% de egirina (NaFe3+Si2O6).
Además de los elementos de su fórmula, suele llevar como impurezas: titanio, cromo, manganeso, potasio y agua.

## Formación y yacimientos
Es un componente de formación primaria y principal en la roca eclogita, comúnmente en los tubos de kimberlita. También se encuentra en algunas ofiolitas así como en rocas de facies de esquistos azules conteniendo glaucofana.
Suele encontrarse asociado a otros minerales como: granate, cuarzo, cianita, corindón, hornblenda, escapolita, epidota o glaucofana.